# Vernalisering
Vernalisering (av latinets ver: vår) eller jarovisering, är en metod för att framkalla blomning med hjälp av kyla. Detta görs exempelvis hos amaryllis och hyacinter för att få blomning lagom till jul. Det kan även göras för ”förvåring” av höstsäd, så att den kan användas som vårsäd. En del vetesorter, s. k. vårvete, kan sås om våren och hinner mogna i tid för skörd. Andra sorter däremot, s. k. höstvete, måste sås under hösten, gro och genomgå en vilofas i låg temperatur under vintern.
Om höstvete sås på våren stannar plantorna på tuvstadiet och skjuter inte axbärande skott förrän efter en köldknäpp. Blomningen blir ojämn och sker så sent att kärnorna inte hinner mogna i tid. Om däremot höstveteutsädet får svälla i vatten, utsättas för låg temperatur (ca 0 °C) under flera dagar och därefter åter torkas uppför det sig efter utsådd om våren som vårvete.
Vernalisering kan utföras även på höstråg, höstkorn och andra vinterannuella växter. Vernalisering kan även ske av misstag t.ex. om småplantor av blomkål utsätts för en köldperiod bildar de inte längre huvuden utan börjar blomma istället, så kallad stocklöpning.

## Fysiologi
Vernalisering är en viktig process för många jordbruksgrödor och trädgårdsväxter, men också för många ogräs. För växter som gror på hösten är det oftast en god strategi att bygga upp ett näringsförråd innan vintern sätter in, och skjuta upp blomning och frösättning till nästa växtsäsong. 
Vernalisering bygger på att växten har ett mycket långvarigt minne av att tidigare ha utsatts för låga temperaturer, och involverar ett cellulärt minnessystem av en typ som även används i andra processer hos både växter och djur. Systemet innebär att kyla leder till att ett proteinkomplex som kallas PRC2 modifierar kromatinet (de strukturer som cellens DNA är packat i) vid gener som reglerar blomning genom att ett särskilt protein (LHP1) lotsar PRC2 till rätt plats.

## Historik
Bönder observerade tidigt en traditionell skillnad mellan "höstsäd," vars frön kräver kylning, och "vårsäd," vars frön kan sås på våren, gro, och sedan blomma kort därefter.  Benämningen "vernalisering" är en översättning av "яровизация" ( "jarovisering") ett ord som myntades av Trofim Lysenko för att beskriva en nedkylningsprocessen han brukade använda för att få frön av höstsäd att bete sig som vårsäd (Jarovoe på ryska). Forskare diskuterade så tidigt som på 1700-talet hur vissa växter behövde kalla temperaturer att blomma, med den tyske växtfysiologen Gustav Gassner ofta nämnd för hans rapport från 1918. 
Lysenkos rapport från 1928 om vernalisering och växtfysiologi drog till sig stor uppmärksamhet på grund av dess praktiska konsekvenser för det ryska jordbruket. Sträng kyla och brist på vintersnö hade förstört många tidiga höstveteplantor. Genom att behandla vetekorn med fukt samt kyla, visade Lysenko att de kunde bära gröda efter sådd på våren. Senare hävdade dock Lysenko felaktigt att vernaliseringstillstånd kan ärvas - det vill säga, att avkomman av vernaliserade plantor skulle bete sig som om de själva hade vernaliserats och inte kräva egen vernalisering för att blomma snabbt.